# 4 Little Girls
4 Little Girls es una película documental estadounidense de 1997 sobre el asesinato de cuatro niñas afroamericanas (Addie May Collins, Carol Denise McNair, Cynthia Wesley, Carole Rosamond Robertson) el 15 de septiembre de 1963 en el atentado de la iglesia bautista de la calle 16 en Birmingham, Alabama. Fue dirigida por Spike Lee y nominada para un Premio de la Academia en la categoría de mejor documental. Los acontecimientos inspiraron la canción de 1964 «Birmingham Sunday» de Richard y Mimi Fariña. La canción se utilizó en la secuencia de apertura de la película cantada por Joan Báez, hermana de Mimi.
4 Little Girls se estrenó el miércoles 25 de junio de 1997 en el Guild 50th Street Theatre de Nueva York. Fue producida por 40 Acres & A Mule Filmworks, compañía de producción de Lee. En 2017 fue seleccionada para su conservación en el Registro Nacional de Películas de los Estados Unidos por la Biblioteca del Congreso por ser «cultural, histórica o estéticamente significativa».